# Lescure-d’Albigeois
Lescure-d’Albigeois település Franciaországban, Tarn megyében. Lakosainak száma 4585 fő (2022. január 1.). Lescure-d’Albigeois Le Garric, Albi, Arthès, Cagnac-les-Mines, Saint-Juéry és Saussenac községekkel határos.

## Népesség
A település népességének változása:
| Lakosok száma | 4468 | 4509 | 4603 | 4577 | 4571 | 4574 | 4577 | 4589 | 4585 |
|               | 2013 | 2015 | 2016 | 2017 | 2018 | 2019 | 2020 | 2021 | 2022 |